# بارجه (پیمونت)
بارجه (به ایتالیایی: Barge) یک کومونه در ایتالیا است که در استان کونیو واقع شده‌است. بارجه ۸۲٫۳ کیلومتر مربع مساحت و ۷٬۷۵۸ نفر جمعیت دارد و ۳۱۶ متر بالاتر از سطح دریا واقع شده‌است.

## خواهرخوانده
شهرهای آنونی و Freyre خواهرخوانده‌های بارجه (پیمونت) هستند.